# Sinterklaas en het gevaar van de snoepfabriek
Sinterklaas en het gevaar van de snoepfabriek is een Nederlandse kinderserie over de avonturen van Sinterklaas en zijn Pieten die in 2012 werd uitgezonden door o.a Pebble TV en Nickelodeon. De titelsong van de serie werd verzorgd door Djumbo met het lied Ik word later Zwarte Piet. De serie kreeg vier Gouden Pepernootnominaties waarvan er twee werden verzilverd. 
Het verhaal en script werd geschreven door Ricardo Gerritsen. De regie was in handen van Carlo van de Greef en Freek Commandeur.

## Samenvatting
Meneer Smit, eigenaar van de snoepfabriek Smit Snoep is op zoek naar een tweede locatie voor zijn Snoepfabriek. Al snel krijgt hij, dankzij zijn dochter Jennifer, het kasteel van Sinterklaas op het oog. Met een slim en gemeen plan, probeert hij het kasteel te krijgen.

## Rolverdeling
| Acteur                   | Personage          |
| ------------------------ | ------------------ |
| Stef de Reuver           | Sinterklaas        |
| Ricardo Gerritsen        | Detectivepiet      |
| Carolien van Wijngaarden | Stalpiet           |
| Rob Govers               | Trubbelpiet        |
| Ivo van Rossum           | Liedjespiet        |
| Mark Mous                | Bakkerspiet        |
| Frank Brandse            | Pakjespiet         |
| Waldo Bank               | Meneer Smit        |
| Laura van den Elzen      | Jennifer Smit      |
| Ingrid Jansen            | Burgemeester       |
| Djumbo                   | Djumbo             |
| Maaike Bakker            | Maaike Bakker      |
| Johan Vlemmix            | Minister van Feest |
| Irene Bouws              | Agent Janssen      |
| Wendy van der Zanden     | Agent Franssen     |

## Prijzen en nominaties
- Winnaar Gouden Pepernoot - Beste serie van 2012
- Winnaar Gouden Pepernoot - Sinterklaas - Vriend van het jaar 2012 (Regisseur)
- Gouden Pepernootnominatie - Detectivepiet - Piet van het jaar 2012
- Gouden Pepernootnominatie - Djumbo - Beste lied van het jaar 2012 (Titelsong)